# Stories from the Sea
Stories from the Sea ist ein österreichischer Dokumentarfilm von Jola Wieczorek. Der Film porträtiert verschiedene Frauen auf See und wurde am 26. Oktober 2021 auf der Viennale uraufgeführt.

## Inhalt
Der Film folgt zwei Frauen, Jessica, die Auszubildende auf einem Containerschiff ist, Amparo, die nach dem Tod ihres Mannes allein auf Kreuzfahrt geht, sowie einer Gruppe von jungen Menschen, die einen Segeltörn machen.
Jessica beschloss mit dem Tod ihres Onkels, der Schiffszimmermann auf dem Kreuzfahrtschiff MS Berlin war, ebenfalls zur See zu fahren. Sie ist Auszubildende auf dem Containerschiff Joanna Borchard und hat während ihre mehr als 8-monatigen Zeit auf See bereits 30 Mal das Mittelmeer überquert. Sie ist anerkannt und arbeitet routiniert mit den Filipinos an Deck zusammen. Als sich ihre Ausbildungszeit dem Ende nähert, wird ihr ein Abschiedsfest gegeben.
Amparo überquerte das Mittelmeer bereits mit vier Jahren, als ihre Familie von Spanien nach Marokko zog. Als Rentnerin entdeckte sie mit ihrem zweiten Ehemann Kreuzfahrten für sich. Seit sich ihr Mann aufgrund einer Alzheimer-Erkrankung an Bord verirrt hatte und tödlich verunglückte, fährt sie als Witwe allein. Auf dem Schiff lernt sie Mitreisende kennen und hat neben den gesellschaftlichen Anlässen auch nachdenkliche Momente.
Parallel unternimmt eine Gruppe von Jugendlichen aus vier Kontinenten einen Segeltörn mit zwei Schiffen. Die Reise hat kein bestimmtes Ziel, vielmehr steht die Vision einer Welt ohne nationale, religiöse und ethnische Unterschiede im Mittelpunkt. Das Meer scheint die perfekte Umgebung für das Experiment zu sein.

## Rezeption
Von der Website  Berliner Filmfestivals wurden Spitzers Kameraarbeit und Wieczoreks „sichtbar sensibler Umgang“ mit ihren Protagonistinnen hervorgehoben. Kritisiert wurde „die Parteilichkeit der Regisseurin, die trotz Fingerspitzengefühl das Luxusleben an Bord des Kreuzfahrtschiffes karikiert und die aktivistische Schiffsreise im Gegenzug verklärt“.
Bei Cineuropa wird kommentiert, Wieczorek und ihr Kameramann Seraphim Spitzer hielten ihre Motive und deren spezifischen Welten auf kunstvolle, beobachtende Weise fest. Wieczorek würde sich dabei „auch auf das punktgenaue Sounddesign von Nora Czamler“ verlassen, „um den Puls dieser getrennten Welten in den Film zu übersetzen“. Nachdem Wieczorek ihren Standpunkt klargemacht hätte, wonach auf See Vorurteile und Chauvinismus vorherrschen würden, bliebe allerdings die Frage, warum die Frauenfiguren im Film dem nicht ausgesetzt seien.

## Auszeichnungen
Beim Filmfestival Max Ophüls Preis 2022 konkurrierte der Film im Wettbewerb Dokumentarfilm und gewann dort den Preis für die „Beste Musik in einem Dokumentarfilm“. In der Jurybegründung hieß es, der Filmmusik gelinge es, „drei sehr unterschiedliche Geschichten miteinander zu verweben und zugleich die Opulenz der Naturgewalten“ zu transportieren.